# 齐莎冕状物
齐莎冕状物（英語：Zisa Corona）是在金星北纬12°、东经221°发现的一座冕状物，直径有850公里，是金星上第三大冕状物。
它被命名为北欧神话中的丰收女神齊莎，戰神提尔的配偶。